# Wahlen in Mosambik
Die ersten freien, gleichen und geheimen Wahlen in Mosambik waren die Parlamentswahlen und die gleichzeitig stattfindende Präsidentschaftswahl von 1994, die damit den Übergang Mosambiks von einem Einparteienstaat zu einem Mehrparteiensystem markieren. 1977 und 1986 hatten bereits landesweite Wahlen zur Volksversammlung stattgefunden, bei denen die "Wähler" jedoch nur die von der Regierungspartei ausgesuchten Kandidaten bestätigen konnten. Während der portugiesischen Kolonialzeit gab es keine allgemeinen Wahlen, wenn auch während der Phase des Estado Novo die "überseeische Provinz" Mosambik Vertreter in das Parlament in Portugal entsandte. Seit 1998 werden regelmäßig alle fünf Jahre auch Kommunalwahlen in Mosambik abgehalten. 2009 fanden erstmals Wahlen auf Provinzebene statt. Inzwischen sind weitgehend freie Wahlen ein elementarer Bestandteil des politischen Systems von Mosambik.

## Wahlen für die Siedler während der Kolonialzeit
Während der portugiesischen Kolonialzeit gab es keine allgemeinen Wahlen in Mosambik, obwohl seit den 1890er Jahren zwei Abgeordnete aus dem portugiesischen Mosambik die Kolonie in der Cortes, dem Parlament Portugals repräsentierten. 1911 wurde ein Kolonialrat in Lissabon etabliert, der die Interessen der verschiedenen Kolonien vertreten sollte. Die Vertreter Mosambiks wurden indirekt von Versammlungen "führender Siedler", also ausgewählter portugiesischstämmiger Einwohner Mosambiks, gewählt. 1920 schuf die Kolonialverwaltung einen "Legislativen Rat" für Mosambik, dessen Mitglieder überwiegend bestimmt, zu einem geringen Teil aber von einer kleinen Gruppe der Bevölkerung gewählt wurde.

## „Wahlen“ zur Volksversammlung von Mosambik
Bei den 1977 und 1986 durchgeführten Wahlen zur Volksversammlung von Mosambik handelte es sich um Scheinwahlen, die unter den Bedingungen eines Einparteienstaates unter Führung der marxistisch-leninistischen Staatspartei FRELIMO stattfanden. Das Zentralkomitee von FRELIMO verfasste dazu eine Kandidatenliste, die auf einer Abfolge von Versammlungen ohne Diskussion bestätigt wurde. Es gab gewisse demokratische Fortschritte bei den Wahlen zur Volksversammlung 1986 gegenüber den Wahlen zur Volksversammlung 1977: Benutzung von Wahlurnen statt öffentlichen Handerhebens; die Liste umfasste etwas mehr Kandidaten als Plätze; zwar wurden die Kandidaten von FRELIMO benannt, mussten jedoch nicht Parteimitglieder sein. Dennoch blieben es gelenkte Wahlen mit minimalem Einfluss der "Wahlberechtigten".

## Parlamentswahlen seit 1994
Seit 1994 fanden sechs Parlamentswahlen in Mosambik statt, die von internationalen Beobachtern trotz gewisser Unregelmäßigkeiten und trotz eines offenkundigen Vorteils der Regierungspartei FRELIMO als überwiegend demokratisch im Sinne von frei, gleich und geheim eingestuft wurden. Sämtliche Wahlen wurden mit großer Mehrheit von FRELIMO gewonnen, während die ehemalige Guerillaorganisation RENAMO größte Oppositionspartei wurde. Damit blieben die Wahlen vom Gegensatz zwischen den beiden ehemaligen Kontrahenten im Bürgerkrieg von Mosambik geprägt. Obwohl bei jeder dieser Wahlen etwa 20 verschiedene Parteien antraten, kann man – da sämtliche Parteien bis auf zwei vollkommen chancenlos waren – bis 2009 eindeutig von einem Zwei-Parteien-System ohne Machtwechsel in Mosambik sprechen. Bei den Parlamentswahlen in Mosambik 2009 trat mit der RENAMO-Abspaltung Movimento Democrático de Moçambique (MDM) erstmals eine dritte Partei an, deren Ergebnisse von gewisser Bedeutung waren. Die MDM ist die erste Partei, die außer FRELIMO und RENAMO im Parlament vertreten ist, seit die inzwischen bedeutungslose Partei União Democrática de Moçambique 1994 einmalig fünf Sitze im Parlament errang.

## Präsidentschaftswahlen seit 1994
Die sechs Präsidentschaftswahlen in Mosambik, die seit 1994 stattfanden, spiegeln die gleichen Machtverhältnisse wider wie die Parlamentswahlen: Der Kandidat der unangefochtenen Regierungspartei FRELIMO gewann jede der bisherigen Präsidentschaftswahlen, während RENAMO mit ihrem Parteichef Afonso Dhlakama den einzig ernst zu nehmenden, aber dennoch immer unterlegenen Gegenkandidaten stellte. Nur bei der Präsidentschaftswahl 1999 konnte der RENAMO-Kandidat mit 47 % der Stimmen dem Ergebnis des FRELIMO-Kandidaten gefährlich nahekommen. Bis 2009 war es keinem dritten Kandidaten gelungen, landesweit auch nur 3 % der Stimmen zu erreichen. Auch hier ragen bei den Wahlen 2009 die von Daviz Simango, dem Kandidaten des Movimento Democrático de Moçambique, errungenen gut 8 % der Stimmen heraus.

## Kommunalwahlen seit 1998
Die ersten Kommunalwahlen, die 1998 durchgeführt wurden, wurden von RENAMO und 15 weiteren Parteien wegen befürchteten Wahlbetrugs boykottiert. Mit wenigen Ausnahmen trat daher nur FRELIMO zur damit ad absurdum geführten Wahl an. Die Kommunalwahlen in Mosambik 2003 können daher als eigentlicher Beginn demokratischer Wahlen auf kommunaler Ebene gelten. Auch dabei traten nur FRELIMO und RENAMO landesweit an. In vier Städten errang RENAMO die Mehrheit, einige wenige Kleinparteien konnten Achtungserfolge in einzelnen Orten erringen, in sämtlichen anderen Städten errang FRELIMO die oft überwältigende Mehrheit. Bei den Kommunalwahlen 2008 bekam RENAMO die Quittung für ihre Missachtung der Wahlen auf kommunaler Ebene mit einem noch einmal verschlechtertem Ergebnis und der Spaltung ihrer Parteiorganisation in der ehemaligen RENAMO-Hochburg Beira, in der das ehemalige RENAMO-Mitglied Daviz Simango den Bürgermeisterposten errang, was 2009 zur Gründung der oben erwähnten Partei Movimento Democrático de Moçambique führte. Die Kommunalwahlen 2013 wurden von RENAMO boykottiert, während MDM im Landesdurchschnitt etwa 30 % der Stimmen errang und in vier Städten den Bürgermeister stellte – davon in zwei Städten erst nach Wahlanfechtungen und Neuwahlen.

## Provinzwahlen seit 2009
Die ersten Provinzwahlen in Mosambik 2009 standen unter einem ähnlich ungünstigen Stern wie die ersten Kommunalwahlen 1998: Da RENAMO die Prozedur zur Zulassung seiner Kandidaten zu den Provinzwahlen zugunsten der gleichzeitig stattfindenden Präsidentschaftswahlen vernachlässigt hatte, war RENAMO in etlichen Stimmbezirken nicht wählbar. Auch die neugegründete Gruppierung Movimento Democrático de Moçambique hatte mit formalen Hindernissen zu kämpfen. In der Provinz Sofala errang sie dennoch ein Drittel der Sitze und löste damit RENAMO als größte Oppositionspartei ab. In nahezu der Hälfte aller Stimmbezirke stand FRELIMO jedoch als einzige Partei auf dem Wahlzettel und erhielt naturgemäß 100 % der Stimmen.